# The Faraway Part of Town
The Faraway Part of Town (sinngemäß Der ferne Teil der Stadt) ist ein Lied aus dem Soundtrack des Films Pepe – Was kann die Welt schon kosten aus dem Jahr 1960. Komponiert wurde der Song von André Previn, getextet von Dory Langdon. Gesungen wird der Titel im Film von Judy Garland in einer Radioaufnahme.
Dory Langdon war von 1959 bis 1970 mit Andre Previn verheiratet. Mit ihm zusammen schrieb sie eine Reihe von Songs für Filme.

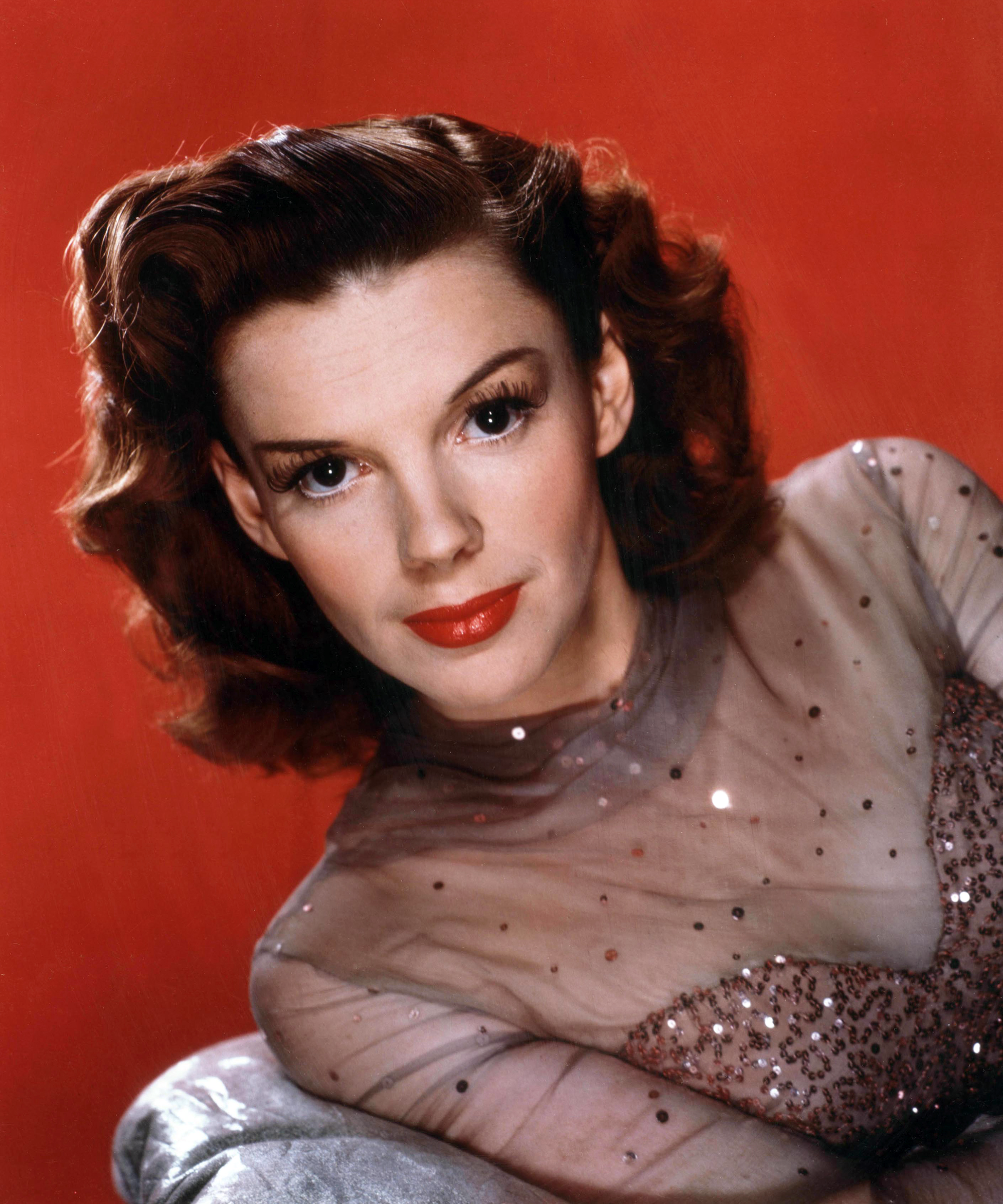
Judy Garland 1945, die das Lied im Film über Radio sang

## Oscarverleihung 1961
1961 war The Faraway Part of Town in der Kategorie „Bester Song“ für einen Oscar nominiert. Die Auszeichnung ging jedoch an Manos Hadjidakis und das Lied Ta pedia tou Pirea (englischer Titel Never on Sunday) aus der Filmkomödie Sonntags… nie!, wo es von Melina Mercouri gesungen wurde. 

## Coverversionen
Eileen Farrell, eine Opernsängerin, sang das Lied 1962 bei Columbia Records auf ihrer LP This Fling Called Love. Es spielte das Orchester Percy Faith. Später war das Lied auch Bestandteil ihres Albums On the Sunnyside of the Street. Die Artistry Jazz Group veröffentlichte den Song auf ihrer DVD  We Like Previn.
Eine neuere Version des Liedes stammt von David Pascucci.
Der Jazz-Diskograph Tom Lord listet eine Coverversion des Titels im Bereich des Jazz; Stephanie Nakasian interpretierte den Song auf ihrem Album French Cookin’ (1991), begleitet von Bobby Routch, Hod O’Brien, Knobby Totah und Ray Mosca.